# Стовбур Олександр Григорович
Олександр Григорович Стовбур (15 травня, 1943, Омськ, СРСР — 4 червня 2019, Одеса, Україна) — український художник, майстер абстрактного мінімалізму. Один з активних учасників одеського нонконформістського руху. Заслужений художник України.

## Біографія
Олександр Стовбур народився 15 травня 1943 року в Омську.
У 1960-ті роки в Одесі молоді художники О. Ануфрієв, В. Стрельников, В. Басанець, Л. Яструб, В. Маринюк, вперше в Україні починають «нонконформістські», неприйнятні для панівних тоді естетичних смаків і поглядів, традиції образотворчого мистецтва. Художники розгортали, перш за все, власну художньо-естетичну опозицію до ангажованого державою мистецтва. Під час проходження військової служби в Одесі, Олександр Стовбур зближується з членами цієї групи. Саме в цей період починають формуватися творчі та світоглядні основи художньої мови Стовбура.
У 1971 році закінчив Одеське художнє училище ім. М. Грекова. Його викладачем живопису був Л. Лукін.
З 1973 року починає виставкову діяльність, активно беручи участь в неофіційних «квартирних» виставках, які проходили в квартирах-майстернях художників. У той час коло однодумців поширюється і до складу групи, крім Олександра Стовбура, приєднуються Володимир Цюпко, Валентин Хрущ, Станіслав Сичов, Руслан Макоєв, Євген Рахманін, Ігор Божко та інші.
У 1987 художник стає членом Спілки художників СРСР, згодом Національної спілки художників України.
У 1990-ті роки до складу групи приєднуються Сергій Савченко, Василь Сад, Микола Степанов. Спочатку група виступає під назвою «Шлях». У 1992 році Олександр Стовбур виступає одним із засновників художньої галереї «Човен», а в 1998 — творчого об'єднання «Мамай».
З 1991 року — почесний член Києво-Могилянської академії.
У 2013 році художник отримує звання «Заслужений художник України».
Олександр Стовбур помер 4 червня 2019 року в Одесі.

## Цитати
|  | ... Колір — це вже ідея, сюжет, він має самоцінність. Не можна змішувати літературу і мальовниче мистецтво. Якщо чітко вирішена задача, тобто правильно розміщена і визначена колірна среда, колір як мальовнича структура, здатний говорити сам. |

 — Олександр Стовбур, художник

## Про художника
|  | Його тактильні абстракції — медитативна форма самозаглиблення. |

 — Богдан Мисюга, мистецтвознавець

## Виставки
Олександр Стовбур брав участь в неофіційних «квартирних» виставках 1970-х років; в неофіційній виставці «Сучасне мистецтво з України. Мюнхен-Лондон-Нью-Йорк-Париж» (1979). З кінця 1980-х років бере участь у виставках сучасного мистецтва в Україні та за її межами.

## Колекції

#### Музейні колекції[14]
Національний художній музей України (Київ, Україна)
Києво-Могилянська академія (Київ, Україна)
Одеський художній музей (Одеса, Україна)
Музей сучасного мистецтва Одеси (Одеса, Україна)
Івано-Франківський обласний художній музей (Івано-Франківськ, Україна)
Хмельницький музей українського сучасного мистецтва (Хмельницький, Україна)

#### Приватні колекції
- Галерея NT-Art (Одесса, Украина)
- Grynyov Art Collection

## Премії
- 2010 — Лауреат першого всеукраїнського триєнале абстрактного мистецтва «АРТ-АКТ»[15]
- 2006 — Лауреат міжнародної художньої виставки «Високий замок»[16]
- 1993 — Лауреат Міжнародної бієнале «Імпреза-93» в категорії живопис[17].